# Karl Philipp Bonafont
Karl Philipp Bonafont (* 22. Juli 1778 in Rastatt; † 1848 [?]) war ein deutscher Bühnenschriftsteller.

## Leben und Wirken
Er wurde 1800 Deutschlehrer in Paris und später Präfekturchef in Aachen. Danach folgte er dem Ruf als Professor der französischen Sprache am Pageninstitut in Weimar. Dort musste er jedoch durch Intrigen der Karoline Jagemann seine Stellung aufgeben. An 1819 lebte er einige Jahre in Dresden, bevor er nach Merseburg nach Preußen wechselte. Bei der dortigen Regierung wurde er Sekretär. Nach kurzer Zeit wurde er wieder Professor der französischen Sprache, diesmal im preußischen Halle (Saale). 1827 war er sachsen-coburgischer Legationsrat, 1829 ging er kurzzeitig nach Zeitz, später nach Bonn, zuletzt lebte er in Westfalen aus Bühnenschriftsteller.

## Werke (Auswahl)
- Julie u. Ludolf. (Drama) 1803.
- Ludwig Unstern. (Drama) 1804.
- Künstlerglück. (Drama) 1804.
- Patkul. (Drama) 1804.
- Zulima oder Die Verschwörung auf Malta. (Drama) 1804.
- Die edle Fürstin. (Schauspiel) 1805.